# Cobargo
Cobargo est une localité australienne située dans la zone d'administration locale de la vallée de la Bega en Nouvelle-Galles du Sud.

## Géographie
Cobargo est située à 40 km au nord de Bega, à 20 km de l'océan Pacifique et à 380 km au sud de Sydney, sur la Princes Highway. 

## Histoire
La région était habitée par les Yuins.
Le 31 décembre 2019, Cobargo est dévastée par un feu de brousse qui provoque la mort de quatre personnes et d'importants dégâts matériels.

## Démographie
| 2001 | 2011 | 2016 | 2021 |
| ---- | ---- | ---- | ---- |
| 403  | 638  | 776  | 766  |